# Luigi Zingales

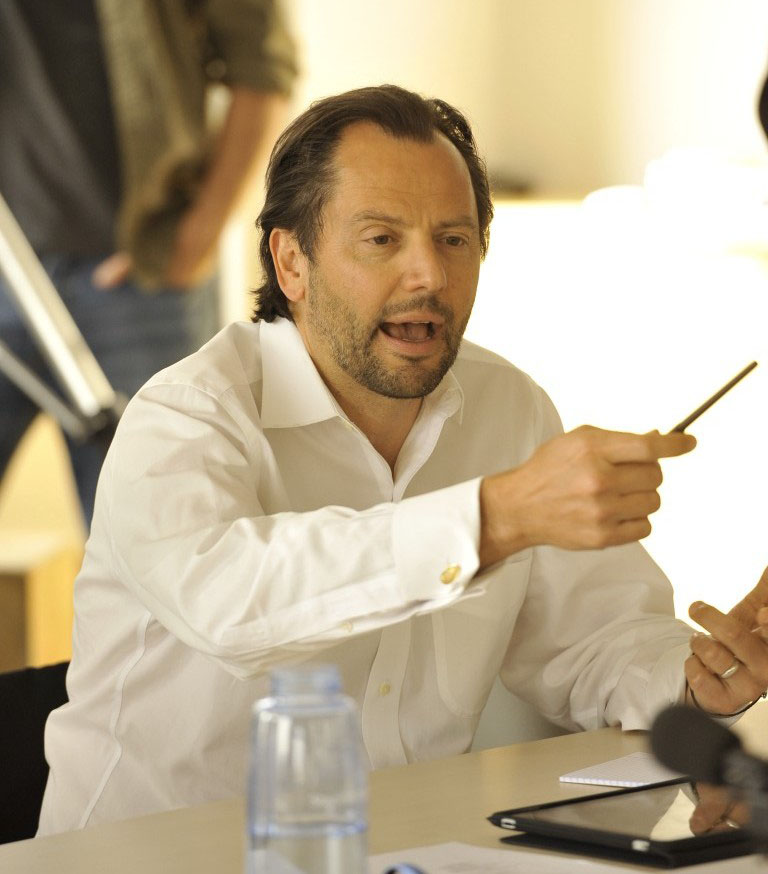
Luigi Zingales (2012)

Luigi G. Zingales [luˈiːdʒi dziŋˈɡaːles] (* 8. Februar 1963 in Padua) ist ein italienisch-US-amerikanischer Ökonom und Autor.

## Ausbildung und Laufbahn
Zingales erwarb einen Bachelor-Abschluss in Wirtschaftswissenschaften an der Wirtschaftsuniversität Luigi Bocconi in Mailand und promovierte 1992 zum Ph.D. in Wirtschaftswissenschaften am Massachusetts Institute of Technology. Im selben Jahr trat er der Fakultät der University of Chicago Booth School of Business bei, wo er derzeit die Robert C. McCormack Professur für Unternehmertum und Finanzen innehat.

## Wirken
Zingales ist Finanzprofessor und Autor zweier weithin beachteter Bücher: Saving Capitalism from the Capitalists (2003) ist eine Studie des „Beziehungs-Kapitalismus“. In A Capitalism for the People: Recapturing the Lost Genius of American Prosperity (2012), legt Zingales „nahe, dass die Kanalisierung populistischer Wut die Kraft des Wettbewerbs wiederbeleben und die Entwicklung in Richtung einer „Vetternwirtschaft“ umkehren kann“. Außerdem ist er Mitglied des Committee on Capital Markets Regulation. 2003 gewann Zingales den Germán-Bernácer-Preis als bester europäische Wirtschaftswissenschaftler unter Vierzig im Arbeitsgebiet macro-finance.
Im Juli 2012 nahm er am No-Brainer Economic Platform Projekt des NPR-Programms Planet Money teil. Er befürwortete einen sechsteiligen Plan, der die Beseitigung aller Steuern auf Einkommen sowie des „Kriegs gegen die Drogen“ einschloss und stattdessen die Einführung einer umfassenden Verbrauchssteuer (auch auf vorher illegale Stoffe) empfahl.
Zingales wurde 2012 vom Magazin Foreign Policy in die Liste der Hundert weltweit wichtigsten Denker aufgenommen, „weil er uns daran erinnerte, wie konservatives Wirtschaften auszusehen habe“. Ebenfalls 2012 wurde er in die American Academy of Arts and Sciences gewählt.

## Bücher
- mit Raghuram Rajan: Saving Capitalism from the Capitalists. Princeton University Press, 2004, ISBN 978-0-691-12128-4.
- A Capitalism for the People: Recapturing the Lost Genius of American Prosperity. Basic Books, New York 2012.